# أحلاهم (فلم)
أحلاهم هو فيلم مصري تم إنتاجه عام 1945، إخراج إستيفان روستي و بطولة ليلى فوزي ومحمد كمال المصري وميمي شكيب.

## فريق العمل
إخراج: إستيفان روستي
تأليف:
- زكي صالح
- إستيفان روستي

إنتاج: ستوديو مصر
بطولة:
- ليلى فوزي
- محمد كمال المصري
- ميمي شكيب
- إستيفان روستي
- زكي طليمات
- حسن فايق
- زينات صدقي
- ببا عز الدين
- سامية جمال

## روابط خارجية
- مقالات تستعمل روابط فنية بلا صلة مع ويكي بيانات